# オスカー・ヘルナンデス (野球)
- オスカー・エルナンデス
- オスカル・エルナンデス

オスカー・エドゥアルド・ヘルナンデス・リオス（Oscar Eduardo Hernández Rios , 1993年7月9日 - ）は、ベネズエラのファルコン州プント・フィホ出身のプロ野球選手（捕手）。右投右打。MLBのカンザスシティ・ロイヤルズ傘下所属。

## 経歴

### プロ入りとレイズ傘下時代
2009年にアマチュア・フリーエージェントでタンパベイ・レイズと契約してプロ入り。2010年から2014年まで、傘下のA級ボーリンググリーン・ホットロッズなどでプレーした。

### ダイヤモンドバックス時代
2014年12月のルール・ファイブ・ドラフトでアリゾナ・ダイヤモンドバックスから指名された。
2015年は春先に左手の骨折で故障者リストに入り、傘下のAAA級リノ・エーシズでリハビリに努めた。その後、7月4日に40人枠に登録され、同月12日にメジャーデビュー。この年はメジャーで18試合に出場した。
2016年はメジャーで4試合の出場に留まった。
2017年6月23日にDFAとなり、40人枠から外れた。残りのシーズンはAA級ジャクソン・ジェネラルズでプレーした。オフの11月5日にFAとなった。

### レッドソックス傘下時代
2018年1月8日にボストン・レッドソックスとマイナー契約を結んだ。3月23日、薬物違反で50試合の出場停止処分となった。処分が解けた後は傘下のAAA級ポータケット・レッドソックスでプレーし、47試合で打率.205、1本塁打、14打点を記録した。
2019年はAA級ポートランド・シードッグスで開幕を迎え、4月下旬に前年プレーしたAAA級ポータケットへ昇格した。その後、5月17日に父親リストに入ったサンディ・レオンの代わりに40人枠に登録されたが、1試合も出場することなく3日後に再びAAA級ポータケットに降格した。その後ロンドンで行われたニューヨーク・ヤンキース戦に怪我人が出た際の控え捕手としてチームに帯同したが、出番はなかった。その後もメジャーに昇格することはなく、オフにFAとなった。

### ロイヤルズ時代
2020年1月7日にセントルイス・カージナルスとマイナー契約を結んだ。5月27日に自由契約となった。
2020年7月9日にカンザスシティ・ロイヤルズとマイナー契約を結んだ。その後、メジャーに昇格し、7月27日のクリーブランド・インディアンス戦で約4年ぶりにメジャーの試合に出場した。8月2日にDFAとなり、5日にマイナー契約となった。

## 詳細情報

### 年度別打撃成績
| 年 度    | 球 団    | 試 合 | 打 席 | 打 数 | 得 点 | 安 打 | 二 塁 打 | 三 塁 打 | 本 塁 打 | 塁 打 | 打 点 | 盗 塁 | 盗 塁 死 | 犠 打 | 犠 飛 | 四 球 | 敬 遠 | 死 球 | 三 振 | 併 殺 打 | 打 率 | 出 塁 率 | 長 打 率 | O P S |
| -------- | -------- | ----- | ----- | ----- | ----- | ----- | -------- | -------- | -------- | ----- | ----- | ----- | -------- | ----- | ----- | ----- | ----- | ----- | ----- | -------- | ----- | -------- | -------- | ----- |
| 2015     | ARI      | 18    | 36    | 31    | 4     | 5     | 1        | 0        | 0        | 6     | 1     | 0     | 0        | 1     | 0     | 3     | 0     | 1     | 15    | 0        | .161  | .257     | .194     | .451  |
| 2016     | ARI      | 4     | 11    | 11    | 1     | 2     | 0        | 0        | 1        | 5     | 1     | 0     | 0        | 0     | 0     | 0     | 0     | 0     | 0     | 1        | .182  | .182     | .455     | .636  |
| 2020     | KC       | 4     | 4     | 4     | 1     | 2     | 0        | 0        | 0        | 2     | 0     | 0     | 0        | 0     | 0     | 0     | 0     | 0     | 1     | 1        | .500  | .500     | .500     | 1.000 |
| MLB：3年 | MLB：3年 | 26    | 51    | 46    | 6     | 9     | 1        | 0        | 1        | 13    | 2     | 0     | 0        | 1     | 0     | 3     | 0     | 1     | 16    | 2        | .196  | .260     | .283     | .543  |

- 2020年度シーズン終了時

### 年度別守備成績
| 年 度    | 球 団    | 捕手（C） | 捕手（C） | 捕手（C） | 捕手（C） | 捕手（C） | 捕手（C） | 捕手（C） | 捕手（C） | 捕手（C） | 捕手（C） | 捕手（C） |
| 年 度    | 球 団    | 試 合     | 刺 殺     | 補 殺     | 失 策     | 併 殺     | 守 備 率  | 捕 逸     | 企 図 数  | 許 盗 塁  | 盗 塁 刺  | 阻 止 率  |
| -------- | -------- | --------- | --------- | --------- | --------- | --------- | --------- | --------- | --------- | --------- | --------- | --------- |
| 2015     | ARI      | 18        | 74        | 11        | 0         | 2         | 1.000     | 2         | 2         | 1         | 1         | .500      |
| 2016     | ARI      | 4         | 25        | 0         | 0         | 0         | 1.000     | 1         | 0         | 0         | 0         | .---      |
| 2020     | KC       | 3         | 7         | 2         | 0         | 0         | 1.000     | 0         | 0         | 0         | 0         | .---      |
| MLB：2年 | MLB：2年 | 25        | 106       | 13        | 0         | 2         | 1.000     | 3         | 2         | 1         | 1         | .500      |

- 2020年度シーズン終了時

### 背番号
- 23（2015年）
- 28（2016年）
- 18（2020年）